# Левамфетамин
Левоамфетамин (L-амфетамин) — левовращающий изомер амфетамина, психостимулятор. В небольших дозах оказывает более сильное возбуждающее действие, чем правовращающий изомер (декстроамфетамин) благодаря взаимодействию с норадреналиновыми рецепторами. В более значительных дозах обладает менее выраженным центральным и более выраженным периферическим действием, чем декстроамфетамин.

## Правовой статус
Оборот левоамфетамина контролируется. Он внесён в Список II Конвенции по психотропным веществам и в Список III перечня наркотических средств, психотропных веществ и их прекурсоров, подлежащих контролю в Российской Федерации.